# Hijacked
Hijacked (conocida en Brasil como Resgate nas Alturas) es una película de acción, crimen y thriller de 2012, dirigida por Brandon Nutt, que a su vez la escribió junto a Declan O'Brien y Scoop Wasserstein, protagonizada por Vinnie Jones, Rob Steinberg, Craig Fairbrass, entre otros. 
El filme fue realizado por NuttHouse Moving Pictures Company y Swift Street Productions, se estrenó el 31 de julio de 2012.

## Sinopsis
Un agente especial quiere volver con su exprometida, pero este objetivo se complica cuando ella aborda un jet privado, que es asaltado por raptores bajo las órdenes del hombre que él busca.